# Alexander Wiley

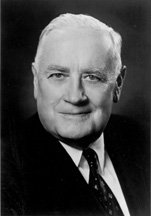
Alexander Wiley

Alexander Wiley (* 26. Mai 1884 in Chippewa Falls, Wisconsin; † 26. Mai 1967 in Germantown, Pennsylvania) war ein US-amerikanischer Politiker, der den Bundesstaat Wisconsin zwischen 1939 und 1963 im US-Senat vertrat.

## Biografie

### Frühes Leben
Alexander Wiley wuchs in Minnesota auf, wo er in Minneapolis das Augsburg College besuchte. Anschließend absolvierte Wiley die University of Michigan in Ann Arbor und die University of Wisconsin in Madison, an der er 1907 seinen Abschluss in Rechtswissenschaften erlangte.

### Politische Karriere
Wiley begann in Chippewa Falls als Anwalt zu praktizieren und wurde 1909 zum Bezirksstaatsanwalt des Chippewa County ernannt, eine Funktion, die er bis 1915 ausübte. Danach ging er für über 20 Jahre wieder zurück in seine Anwaltskanzlei, wo er sich auf Landwirtschaftsrecht und das Bankwesen spezialisiert hatte. 1936 kandidierte Wiley erfolglos für das Amt des Gouverneurs von Wisconsin. Mit 29,4 Prozent der Stimmen belegte er den zweiten Platz hinter dem siegreichen Amtsinhaber Philip La Follette von der Progressiven Partei.
Zwei Jahre später, 1938, stellte er sich der Wahl für das Amt des US-Senators. Mit Erfolg zog er – der Parteimitglied der Republikaner war – am 3. Januar 1939 in den Senat der Vereinigten Staaten ein und wurde in Folge dreimal wieder gewählt. Während seiner Amtszeit leitete Wiley einige Gremien, darunter zwischen 1947 und 1948 den Justizausschusses des Senats. 1953 übernahm Wiley auch die Leitung des auswärtigen Ausschusses und verblieb in dieser Position bis 1954.
Wiley wurde 1962 als Senator abgewählt und verließ den Senat am 3. Januar 1963, nach 24 Jahren Amtszeit.

### Letzte Jahre und Tod
Er ließ sich in Washington, D.C. nieder, wo er die letzten vier Jahre seines Lebens lebte. Ein Aufenthalt in einem Sanatorium in Germantown war der Anlass, weshalb Wiley die Bundeshauptstadt Mitte Mai 1967 verlassen musste. In Germantown starb er an seinem 83. Geburtstag. Seine sterblichen Überreste wurden nach Chippewa Falls überstellt, wo Alexander Wiley seine letzte Ruhestätte fand.
Über sein Privatleben ist nichts bekannt.

## Sonstiges
Im Lauf seines Lebens gehörte Wiley zahlreichen Verbindungen an, darunter den Freimaurern und der Wohltätigkeitsorganisation der Kiwanis.